# Harasztkerék
Harasztkerék (románul: Roteni) falu Romániában Maros megyében.

## Fekvése
A falu Marosvásárhelytől 13 km-re délkeletre, a Vécke-patak közelében Székelyvajától 3 km-re fekszik.

## Nevének eredete
A hagyomány szerint neve onnan van, hogy egy kerek hegykebelben fekszik, ahol sok a haraszt.

## Története
1332-ben Hazashkerek néven említik először. Lakói a 16. században unitáriusok, majd szombatosok lettek. 1670-ben vásártartási szabadalmat kapott.[forrás?] Lakói gyékényszövéssel foglalkoztak, de ez az 1960-as évektől kezdve veszített jelentőségéből.
1910-ben 1001 lakosa volt, ebből 951 magyar. A trianoni békeszerződésig Maros-Torda vármegye Marosi alsó járásához tartozott.
1992-ben 851 lakosából 774 magyar, 70 cigány és 7 román volt.

## Látnivalók
- Református temploma 1833 és 1839 között épült a régi gótikus templom helyére.[3]
- Déli részén ortodox temploma is van.[8]
- A falu melletti dombon egykor kápolna állott.[3]
- A faluban van lovarda, wellness és egy halastó.

## Híres emberek
- Itt született 1849. augusztus 25-én Balla Ákos színművész.[9]